# Trold, der vejrer kristenblod
Skulpturen Trold, der vejrer kristenblod (også kaldet Trold, der lugter menneskekød) er skabt af billedhugger Niels Hansen Jacobsen (1861-1941). 
Gipsudgaven blev udstillet på Charlottenborg Forårsudstilling 1897.
Bronzeudgaven blev købt af Carl Jacobsen i 1901, efter han havde set den på en separat-udstilling af Niels Hansen Jacobsen. Skulpturen stod på pladsen foran Jesuskirken. Det var dog for meget for nogle; derfor blev den flyttet til Glyptotekshaven. I forbindelse med Ny Carlsbergfondets 100 års jubilæum ville menighedsrådet have skulpturen tilbage til kirkepladsen, men da Glyptoteket ikke ville af med den, blev der lavet en kopi, som blev opstillet foran kirken i 2002.
I 1923 blev der opstillet en kopi foran Kunstmuseet i Vejen som en del af Troldespringvandet. Det er i øvrigt denne kopi, som kaldes Trold, der lugter menneskekød, i Weilbachs Leksikon.
I Vejen er trolden byens vartegn og indtil Kommunalreformen 2007 indgik den i kommunens blå-gyldne byvåben.
I 2011 skulle konturen af skulpturen udsmykke en otte-etagers bygning i Vejen ifølge arkitektens udkast.
Efter protester fra kristne, der mente at skulpturen var udtryk for kristenforfølgelse, valgte kommunens teknik- og økonomiudvalg at droppe denne udsmykning.
Blandt klagerne var formanden for Indre Mission i Vejen, Mona Dahl Nielsen, og Jette Vibeke Madsen fra frikirken Kristus Kirken.

## Relaterede værker
- Troldespringvandet